# Tumult (Album)
Tumult ist das 15. Studioalbum von Herbert Grönemeyer. Es erschien am 9. November 2018 bei Grönland Records. Mit dem Album positioniert er sich unter anderem gegen Rassismus. Grönemeyer stellte das Album auf seiner Tumult Tour im Jahr 2019 vor.

## Rezeption
Rezensent Daniel Krüger schrieb im Musikexpress: „Grönemeyer war noch nie unpolitisch, auf Tumult wirken manche Zeilen aber besonders dringlich.“ Zur Musik schrieb das Magazin: „Die Melodien auf Tumult sind auffällig unmutig, hier spielt Deutschlands größter Popstaatsmann auf Sicherheit und klingt eben wie er klingt, will seine Ansichten mit vertrauten (manchmal zu vertrauten) Instrumentalisierungen unters Volk bringen.“ Die Bewertung lag bei vier von fünf Sternen. Andreas Borcholte schrieb für Der Spiegel: „Mit seinem neuen Album Tumult empfiehlt sich Herbert Grönemeyer als Gewissensbarde der Nation. Sanfte Chansons und agitierende Rhythmen werden zum Soundtrack gegen den Rechtsruck.“
Das Album erreichte Platz eins der Charts in Deutschland und Österreich sowie dort jeweils Platinstatus; in der Schweiz erreichte es Platz zwei und Gold.

## Titelliste
1. Sekundenglück
2. Taufrisch
3. Mein Lebensstrahlen
4. Doppelherz / Iki Gönlüm (mit BRKN)
5. Bist du da
6. Fall der Fälle
7. Warum
8. Leichtsinn und Liebe
9. Der Held
10. Verwandt
11. Wartezimmer der Welt
12. Und immer
13. Lebe mit mir los

Bonustracks auf der Extended Version
1. Seid ihr noch da?
2. La Bonifica
3. Mut
4. Leichtsinn und Liebe (Remix by Hitimpulse)
5. Lebe mit mir los (Remix by Felix Jaehn)

## Auszeichnungen für Musikverkäufe
| Land/Region        | Auszeichnungen für Musikverkäufe (Land/Region, Auszeichnung, Verkäufe) | Verkäufe |
| ------------------ | ---------------------------------------------------------------------- | -------- |
| Deutschland (BVMI) | 2× Platin                                                              | 400.000  |
| Österreich (IFPI)  | Platin                                                                 | 15.000   |
| Schweiz (IFPI)     | Gold                                                                   | 10.000   |
| Insgesamt          | 1× Gold · 3× Platin ·                                                  | 425.000  |